# 和泉由希子
和泉 由希子（いずみ ゆきこ）は、日本の競技麻雀のプロ雀士、レースクイーン、タレント。日本プロ麻雀連盟に所属、現在五段。キャッチフレーズは冷静に対局を進めることから「アイスドール」と呼ばれている。東京都足立区出身。タレントとしては有限会社アーティストボックスに所属していた。
関東国際高等学校外国語科中国語コース。

## 女優・タレント・モデル活動
- 2004年にK-1 WORLD GPガールズラウンドガール、2005年にフォーミュラ・ニッポンのarting RACING TEAM IMPULレースクイーンのオーディションに合格[1]。
- バラエティ番組『あいのり』（フジテレビ）に、ニックネーム「和泉」として参加したことがある。ハンガリーで合流、しかしスイスでメンバーに告白したもののフラれ、1人で帰国した。
- 2009年7月23日に舞台『新宿ミッドナイトベイビー』で女優デビューを果たす。
- 西川史子に似ているという声があり、和泉自身も「似ているとよく言われる」と認めている[5]。
- 2010年から週に1回のガイドヘルパーの仕事に就いている[6]。

## プロ雀士として
- 第6回女流MONDO21杯に初出場。決勝戦で黒沢咲の追い上げを振り切り、自身初のタイトルを獲得。

### 大逆転
ドラ
| 一索 · 一索 · 四索 · 四索 |  |  |  | 牌背 · 白 · 白 · 牌背 |  |  |  | 牌背 · 東 · 東 · 牌背 |  |  |  | 二索 · 二索 · 二索 |  |  |  | ツモ |  |  |  |
- 第5回MONDO21王座決定戦では、オーラス絶体絶命の状況から親の三倍満（混一色・対々和・三暗刻・東・白・ドラ4）を鮮やかに決め、逃げ切りが確定的であった飯田正人をモンド麻雀プロリーグ史上に残る逆転劇でまくって栄冠をつかんだ。

- 第4期女流桜花から女流Aリーグ入りし、3位で初めて決勝戦に進出するが決勝戦では4位に終わる。
- 第5期女流桜花では絶不調で降格の危機まで追い込まれたが、最終節で四暗刻を上がって逆転。見事に女流Aリーグ残留を決めた。
- 第8回女流MONDO杯では、予選で初戦・2戦目と連続ラスで苦戦するも3位通過。決勝第1戦ではリーチ・一発・ツモ・ホンイツ・三暗刻・ダブル東・ドラ3の親の3倍満[7]で大きくリードし、第2戦ではツモ・ホンイツ・チートイツの親跳満の決定打を放ち優勝。
- 第30期プロリーグ前節で昇級し初のBリーグ入りを果たす。
- モンド杯以降、タイトルからしばらく遠ざかっていたが、麻雀最強戦2015女流代表決定戦・菊の陣で優勝し初めてファイナル進出を決めた。
- 第11期女流桜花で6年ぶりに決勝進出。奮闘するも宮内こずえに屈し準優勝に終わる。
- 事実上の師匠は小島武夫で、小島が主宰する勉強会「スパルタ会」に参加している。
- 雀風は攻撃型（以前は守備型）で、下りない麻雀の姿勢と積極的なリーチ、大物手を重視した破壊力が持ち味。また、ホンイツ・チンイツの一色手役を得意としており、モンドなどのタイトル戦では優勝の決め手になっている。しかし、攻撃型であるが故に放銃しやすく、大きく点棒を減らすことも少なくない。また、過去にテレビ対局において小島に対して2度役満を放銃している[8]。

### 獲得タイトル
- MONDO21王座決定戦　1回（第5回）
- 女流MONDO21杯　2回（第6回・第8回）
- チャレンジカップ　1回（第3期）
- さかえ杯女流チャレンジマッチ（第1回）
- 麻雀最強戦2015女流代表決定戦・菊の陣

## 人物
- 父親が岩手県出身[9]。不動産業を営む兄がいる[10]。
- 高校時代は中国に留学した経験がある[11]。
- ブログによると、2016年5月男児を出産。結婚はしておらず、シングルマザーであると公表している[12][13]。

## 出演

### テレビ
- モンド麻雀プロリーグ（MONDO TV）
- 小島武夫の千里眼麻雀（テレビ愛知）
- 天空麻雀（エンタメ〜テレ）
- 不機嫌なジーン 第3話（2005年1月31日、フジテレビ）
- 打姫オバカミーコ（2006年4月、MONDO21）- 宝生れいら 役[14]
- アイドリング!!!（フジテレビ721・739）

「マニアイドル」で麻雀の講師として出演。2007年7月28日深夜のスペシャルでは解説者として出演。
- あいのり（2006年1月16日 - 6月21日 2007年12月11日、フジテレビ）
- グラビアの美少女 #439（2009年2月27日、MONDO21）[15]
- 麻雀ミステリーツアー（2012年9月1日、MONDO TV）
- MONDO式麻雀（2012年9月15日・29日、10月13日、MONDO TV）
- すっぴん麻雀 ～優勝賞金100万円！負けたらその場ですっぴん公開！～（2016年12月29日、AbemaTV）- 解説
- 女流雀士 プロアマNo.1決定戦 てんパイクイーン（2016年 - 、テレ朝チャンネル2）シーズン1～7に出場
- 競艇の時間ですヨ！（MONDO21）
- いけや賢二のイケいけファーム！（TOKAIケーブルネットワーク）

## 書籍

### 写真集
- Bunny's ANGEL（2005年4月1日、日本スポーツ出版社）撮影:会田我路 ISBN 978-4930943897
- 日本プロ麻雀連盟 女流プロ写真集 国士無双 和泉由希子・高宮まり・東城りお・宮内こずえ ほか 全13名（2013年12月26日、竹書房）ISBN 978-4812497746

## 作品

### イメージDVD
- Provoke（2004年11月26日、ラブロス）
- Bunny's ANGEL（2006年9月、日本スポーツ出版社）
- アイスドール（2011年2月25日、Grassoc）

### 一般DVD
- お台場お笑い道（2008年8月27日、ビクターエンタテインメント）
- 麻雀女子会 Vol.1 箱根温泉編 和泉由希子・宮内こずえ・高宮まり・小笠原奈央（2015年4月1日、日本コロムビア）
- 麻雀女子会 Vol.2 熱海温泉編 和泉由希子・宮内こずえ・東城りお・石田亜沙己（2015年4月1日、日本コロムビア）